# Cocktailsauce

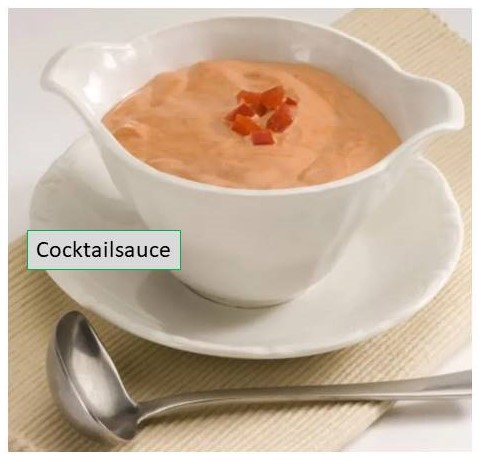
Cocktailsauce als Beilage angerichtet, z. B. zu Fisch

Cocktailsaucen sind kalte Würzsaucen für Vorspeisen-Cocktails. Sie werden zu kaltem Fleisch, Geflügel, Fisch usw. gereicht. Beliebt sind sie auch zu Gegrilltem.
Viele Rezepte basieren auf Mayonnaise und der Zugabe diverser süßlicher, säuerlicher, würziger und scharfer Zutaten, so dass sich ein leicht süßliches, pikantes Geschmacksbild ergibt. Eine typische Cocktailsauce wird zum Beispiel aus Mayonnaise, Ketchup oder Tomatenmark, Meerrettich, Senf, Madeira und weiteren Gewürzen und Kräutern zubereitet. Eine andere für Geflügel-Cocktails enthält neben Mayonnaise Weißwein, Ananas- und Zitronensaft, Tabascosauce auch Gewürze wie Ingwer und Curry.
Fertige Cocktailsaucen werden in verschiedenen Varianten im Handel angeboten.